# Helena Westermarck
Helena Charlotta Westermarck (Helsinki, 20 de noviembre de 1857 – Ib., 5 de abril de 1938) fue una artista y escritora finlandesa de habla sueca.

## Trayectoria
Su hermano fue el filósofo y sociólogo Edvard Westermarck, de quien recibe su nombre el Efecto Westermarck. Trabajó durante largos períodos en Francia, a menudo en compañía de la pintora Helene Schjerfbeck, y desarrolló un estilo realista, dedicándose sobre todo al retrato y a la figura humana. En la Exposición Universal de París (1889), recibió una mención de honor por su pintura Strykerskor . 
Después de contraer tuberculosis en 1884, abandonó la pintura y se dedicó a escribir como crítica de arte.
Westermarck también hizo una importante contribución como investigadora a través de sus obras culturales e históricas, entre las que se encuentran una serie de biografías de figuras femeninas, Mathilda Rotkirch (1926), Adelaide Ehrnrooth (1928) y Rosina Heikel (1930). Las memorias de Westermarck se publicaron en 1941.

## Galería

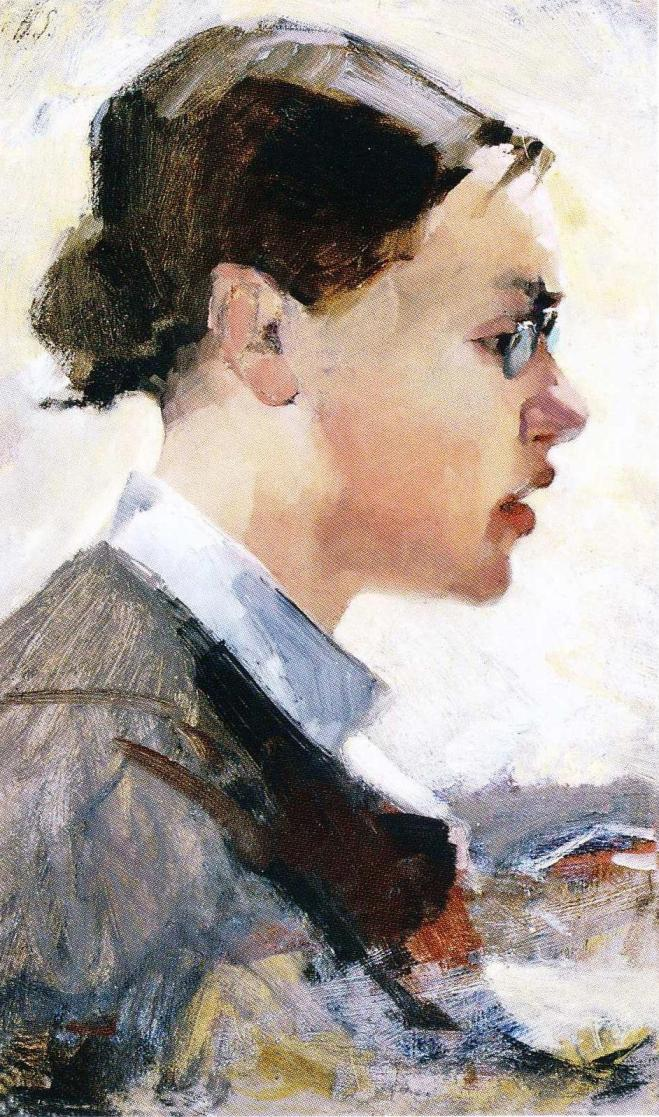
Helena Westermarck por Schjerfbec
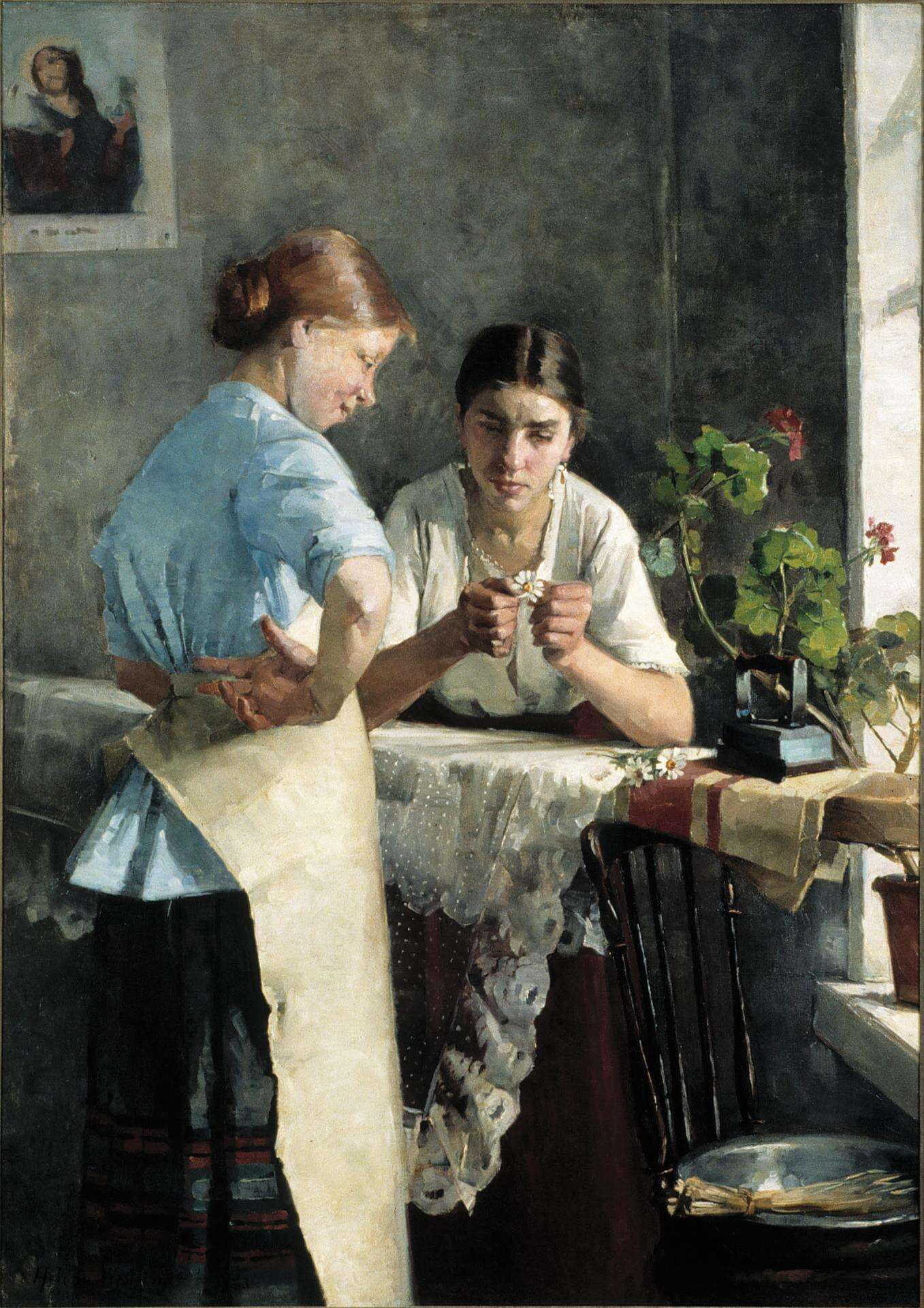
Ironesses; An Important Question
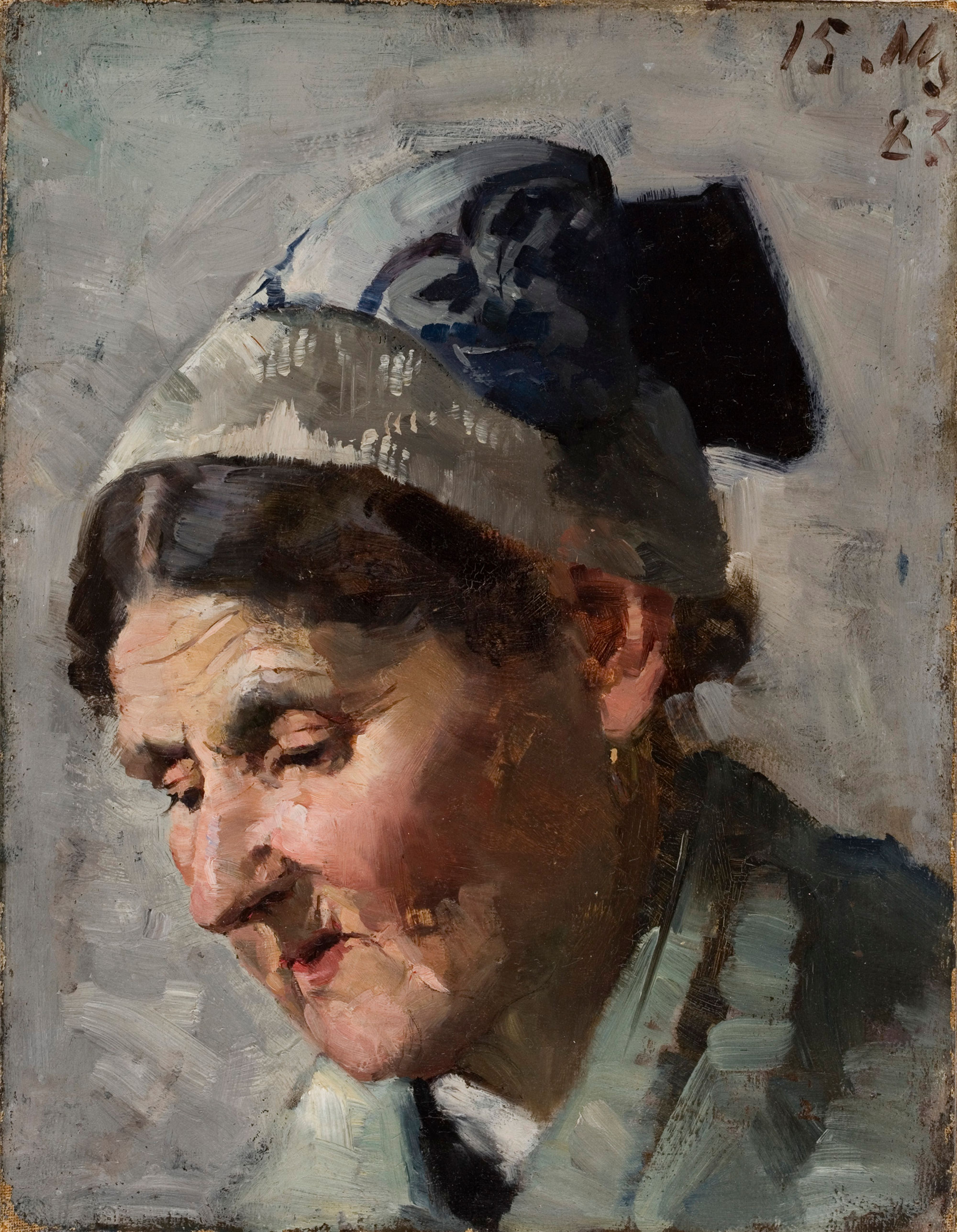
Vanha nainen - Finnish National Gallery
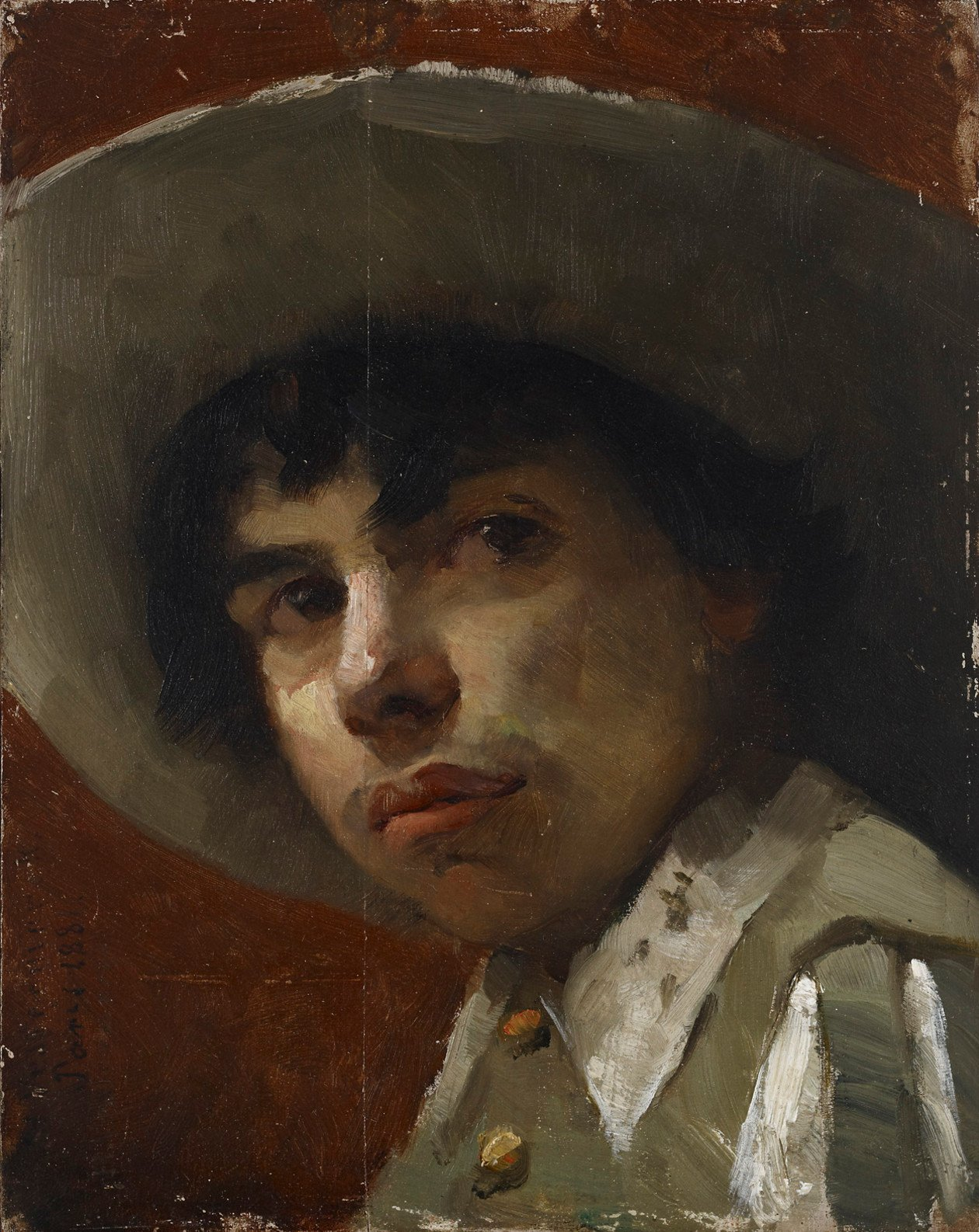
Colarossin poika - Finnish National Gallery
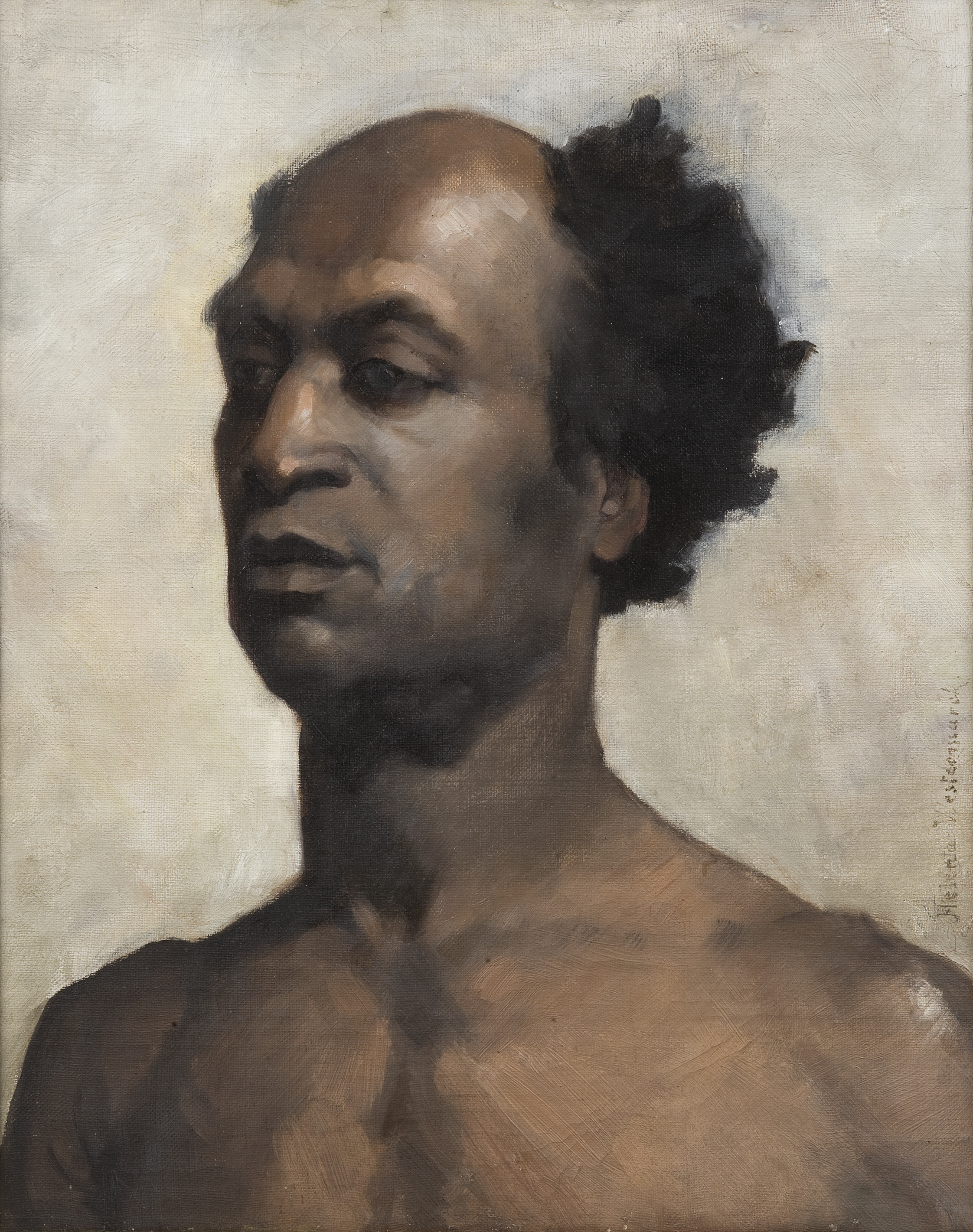
Abessinier-1880
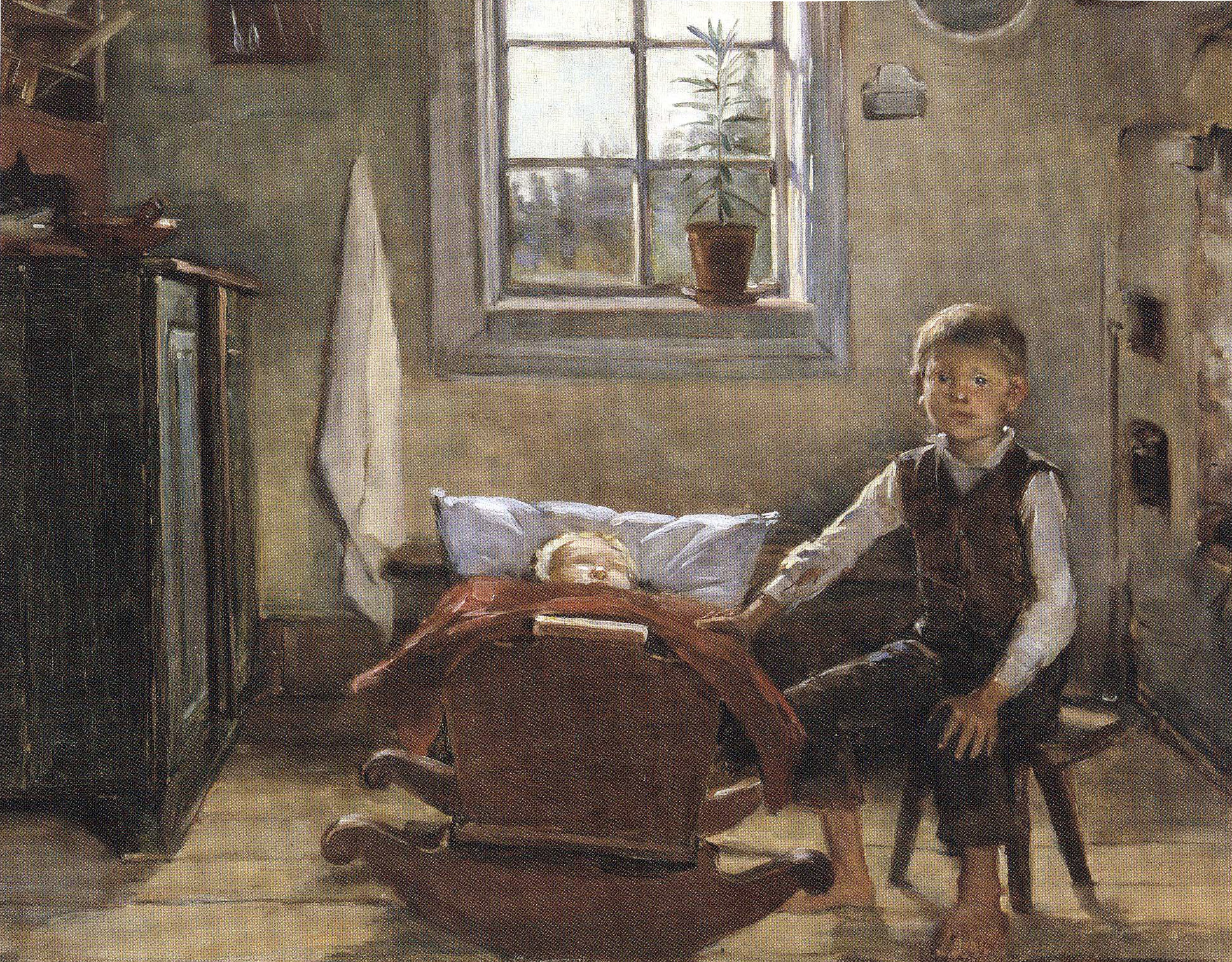
Lapsia tuvassa